# Louise Reuss de Greiz
Louise de Reuss-Greiz (en allemand, Luise Caroline Reuss zu Greiss), née le 3 décembre 1822 à Greiz et morte à Ernstbrunn, Basse-Autriche, le 28 janvier 1875, est un membre de la maison Reuss, devenue par mariage, de 1842 à 1852, princesse de Saxe-Altenbourg, puis, de 1854 à 1875, princesse de Reuss-Köstritz.

## Biographie

### Famille
Louise de Reuss-Greiz est la fille aînée de Henri XIX de Reuss-Greiz (1790-1836), prince régnant à Greiz de 1817 à 1836, et de Gasparine princesse de Rohan-Rochefort (1798-1871). Elle a une sœur cadette : Élisabeth (1824-1861) qui épouse en 1844 Charles-Egon III de Fürstenberg (1820-1892).

### Mariages et descendance
Louise de Reuss-Greiz épouse à Greiz le 8 mars 1842 le prince Édouard de Saxe-Altenbourg (né le 3 juillet 1804 à Hildburghausen, dans le duché de Saxe-Hildburghausen, et mort le 16 mai 1852 à Munich, dans le royaume de Bavière). Veuf d'Amélie de Hohenzollern-Sigmaringen depuis le 14 janvier 1841, Édouard est le douzième et dernier enfant du duc Frédéric Ier de Saxe-Hildburghausen (1763-1834) et de la princesse Charlotte de Mecklembourg-Strelitz (1769-1818).
Deux enfants sont issus de cette union :
1. Albert de Saxe-Altenbourg (1843-1902), qui épouse, en 1885, Marie de Prusse (1855–1888) puis, en 1891, Hélène de Mecklembourg-Strelitz, dont deux filles du premier mariage ;
2. Marie-Gasparine de Saxe-Altenbourg (1845-1930), qui épouse, en 1869, Charles-Gonthier de Schwarzbourg-Sondershausen, sans postérité.

Veuve depuis le 16 mai 1852, Louise de Reuss-Greiz épouse à Greiz, le 25 décembre 1854 Henri IV futur prince régnant (1878) de la branche cadette de Reuss-Köstritz, né à Dresde, le 26 avril 1821 et mort à Ernstbrunn, le 25 juillet 1894, fils de Henri LXIII de Reuss-Köstritz et d'Éléonore de Stolberg-Wernigerode.
Six enfants sont issus de cette union :
1. Henri XXIV de Reuss-Köstritz (1855-1910), épouse en 1884 Éléonore de Reuss-Köstritz (1860-1931), dont cinq enfants ;
2. Un fils mort-né à Trebschen, le 22 novembre 1856 ;
3. Un fils mort-né, le 2 décembre 1858 ;
4. Éléonore de Reuss-Köstritz (1860-1917), épouse en 1908 Ferdinand, tsar de Bulgarie (1861-1948), sans postérité, et devient, de 1908 à 1917, reine consort de Bulgarie ;
5. Un fils mort-né à Ernstbrunn, le 16 octobre 1861 ;
6. Élisabeth de Reuss-Köstritz (1865-1937), sans alliance.

### Mort
Louise de Reuss-Greiz meurt, à l'âge de 52 ans à Ernstbrunn, Basse-Autriche, le 28 janvier 1875. 